# Bob Knight
(Michael Jordan)
Robert Montgomery Knight, detto Bob (Massillon, 25 ottobre 1940 – Bloomington, 1º novembre 2023), è stato un cestista e allenatore di pallacanestro statunitense, attivo a livello NCAA per più di 40 anni.
È membro del Naismith Memorial Basketball Hall of Fame dal 1991, come allenatore.

## Carriera
Soprannominato "The General", il Generale, ha vinto 902 partite di Division I, record battuto il 15 novembre 2011 dal suo ex-allievo Mike Krzyzewski. Nel 1984 ha guidato la nazionale americana alla medaglia d'oro  nelle Olimpiadi estive di Los Angeles.
Ha iniziato la carriera di allenatore di pallacanestro con gli Army Black Knights e l'ha conclusa con Texas Tech, ma il suo nome è legato ai trionfi degli Indiana Hoosiers che ha condotto alla vittoria di tre tornei NCAA e di un NIT. Da rimarcare la stagione 1975-76, conclusa senza alcuna sconfitta.

## Palmarès

### Giocatore
- Campione NCAA (1960)

### Allenatore
- 3 volte campione NCAA (1976, 1981, 1987)
- Campione NIT (1979)
- 2 Henry Iba Award (1975, 1989)
- Naismith College Coach of the Year (1987)
- 3 Associated Press College Basketball Coach of the Year (1975, 1976, 1989)
- Clair Bee Coach of the Year Award (2002)